# Präludium und Fuge Fis-Dur BWV 858 (Das Wohltemperierte Klavier, I. Teil)
Präludium und Fuge Fis-Dur, BWV 858, bilden ein Werkpaar im 1. Teil des Wohltemperierten Klaviers, einer Sammlung von Präludien und Fugen für Tasteninstrumente von Johann Sebastian Bach.

## Präludium
Vermutlich ist dies die erste originale Komposition der Musikgeschichte in Fis-Dur. Jedenfalls handelt es sich um das erste Präludium, das nicht schon im Klavierbüchlein für Wilhelm Friedemann Bach enthalten ist, und es ist auch weder für das Präludium noch für die Fuge eine Frühfassung in F-Dur bekannt. Die Form des Präludiums, einer zweistimmigen Invention, ist einzigartig: In sechs gleichartigen Abschnitten wird der Tonartenkreis Fis-Dur – Cis-Dur – dis-Moll – ais-Moll – gis-Moll – Fis-Dur durchlaufen. Jeder Abschnitt beginnt mit dem gebrochenen Dreiklangsmotiv, das von der Gegenstimme aufgenommen und in Synkopen fortgesponnen wird. Der letzte Abschnitt beginnt zwar in Dur, wendet sich dann aber überraschend nach Moll, das in Takt 29, einen Takt vor Schluss, in der höchsten Lage der Oberstimme mit der Dur-Terz aufgelöst wird.

## Fuge
Ebenso heiter gelöst wie das Präludium präsentiert sich auch die Fuge. Vergeblich sucht man nach „gelehrten“ Verarbeitungen des Themas; es findet sich auch nicht die Spur einer Engführung. Das Thema besteht aus zwei Teilen, die durch eine Achtelpause gegliedert sind. Es lässt an ein Volkslied denken, obwohl eine Symmetrie durch die Gliederung in 5+4 Viertel umgangen wird. Der erste Kontrapunkt in Takt 3 wird in Takt 7 von einem weiteren Motiv abgelöst. Es beherrscht (auch in Umkehrung) die Zwischenspiele und erinnert an die Bassbegleitung des Duetts in der Kantate BWV 78, deren Text „Wir eilen mit schwachen, doch emsigen Schritten“ auch hier als durchaus passend erscheint. Das Fehlen von Versetzungszeichen in den letzten fünf Takten gibt zu erkennen, dass dieser Abschluss ohne tonale Ausweichung auskommt, was die unbeschwerte Heiterkeit der Fuge unterstreicht; ebenso, dass in den 35 Takten der Fuge nur acht Themeneinsätze erfolgen.